# Forza disciplinare della Repubblica Islamica dell'Iran
Il Commando di Polizia della Repubblica Islamica dell'Iran (in persiano: نیروی انتظامی جمهوری اسلامی ایران – traslitterato: Nīrū-ye entezâmī-ye Jomhūrī-ye Eslâmī-ye Īrân, in sigla: Faraja) è, assieme all'Esercito regolare (Artesh) e al Corpo delle guardie della rivoluzione (Pasdaran), una delle tre branche che compongono le forze armate iraniane.
Il 17% del personale di polizia iraniano è composto da donne.

## Stemmi di reparto

Polizia investigativa anticrimine
Polizia di prevenzione
Polizia stradale
Unità speciale
Polizia informatica
Polizia di frontiera
Accademia di polizia
Pubblica sicurezza
Vicariato affari sociali

## Mostrine di specialità e di reparto
Le mostrine di specialità sono portate sui due baveri del colletto dell'uniforme verde scura o singolarmente sopra il taschino destro dell'uniforme operativa (unità speciali), o del gubbino nero.
| Distintivo | Specialità                        | Distintivo | Specialità           | Distintivo | Specialità                          |
| ---------- | --------------------------------- | ---------- | -------------------- | ---------- | ----------------------------------- |
|            | Polizia investigativa anticrimine |            | Reparto logistica    |            | Polizia amministrativa              |
|            | Informazioni e sicurezza          |            | Pubblica sicurezza   |            | Polizia sanitaria                   |
|            | Polizia giudiziaria               |            | Polizia finanziaria  |            | Polizia marittima o portuale        |
|            | Polizia stradale                  |            | Polizia informatica  |            | Reparto progettazione e costruzioni |
|            | Polizia delle telecomunicazioni   |            | Polizia di frontiera |            | Polizia ideologica e politica       |
|            | Tutela del patrimonio culturale   |            | Polizia aeroportuale |            | Unità forze speciali                |

## Distintivi da braccio
Le toppe vengono portate sul braccio sinistro sopra il distintivo di grado
| Stemma | nome                              | Stemma | nome                           | Stemma | nome                          | Stemma | nome                           |
| ------ | --------------------------------- | ------ | ------------------------------ | ------ | ----------------------------- | ------ | ------------------------------ |
|        | Polizia investigativa anticrimine |        | Unità informazioni e sicurezza |        | Pubblica sicurezza            |        | Polizia di sicurezza nazionale |
|        | Polizia di prevenzione            |        | Polizia giudiziaria            |        | Polizia marittima             |        | Polizia ferroviaria            |
|        | Polizia stradale                  |        | Polizia informatica            |        | Polizia aeroportuale          |        | Polizia antidroga              |
|        | Polizia di frontiera              |        | Accademia di polizia "Amin"    |        | Polizia militare              |        | Ufficio servizio leva          |
|        | Supporto logistico                |        | Comando e personale            |        | Polizia ideologica e politica |        | Unità operativa combattente    |
|        | Centri di formazione              |        | NOPO                           |        | Nucleo aereo                  |        | Unità antisommossa             |
|        | Unità speciale                    |        | Nucleo stradale                |        |                               |        |                                |